# گریگوری پیج (موسیقی‌دان)

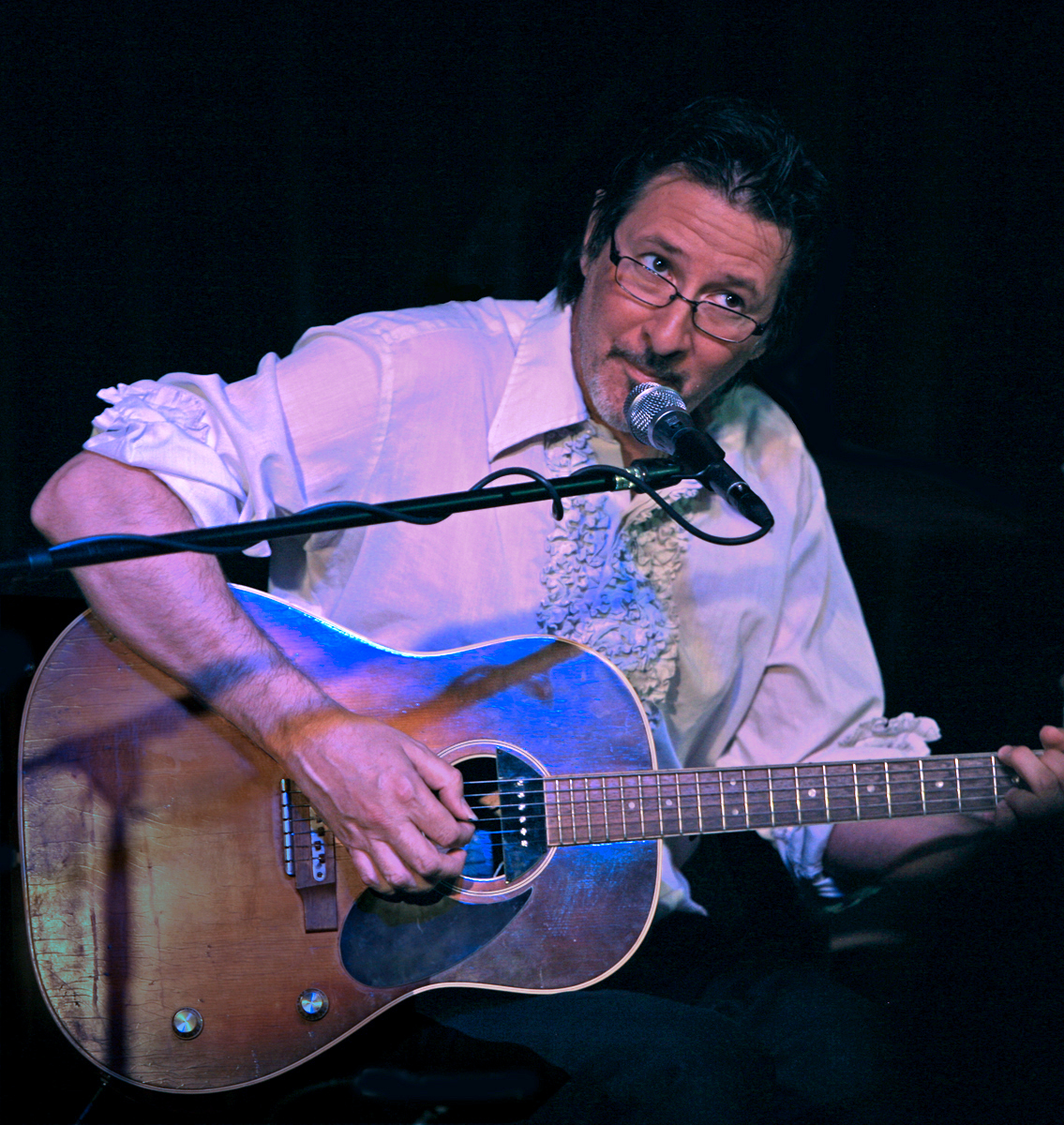

گریگوری پیج (ارمنی: Գրեգորի Փեյջ؛ انگلیسی: Gregory Page؛ زادهٔ ۲۸ آوریل ۱۹۶۳) خواننده-ترانه‌سرا، گیتارنواز ارمنی‌تبار اهل ایالات متحده آمریکا در است. وی از سال ۱۹۹۱ میلادی تاکنون مشغول فعالیت بوده است.

## زندگی‌نامه
وی در ۲۸ آوریل ۱۹۶۳ در لندن از پدری ارمنی و مادر ایرلندی به دنیا آمد.